# ワールドエンブリオ
『ワールドエンブリオ』（World Embryo）は、森山大輔による日本の漫画作品。『ヤングキングアワーズ』（少年画報社）において、2005年6月号から2014年7月号まで連載された。現代の日本を舞台とする学園SFアクション漫画で、高校生の主人公が「棺守」と呼ばれる怪物と戦う姿を描く。単行本全13巻。表題にある「エンブリオ」とは、英語で「胚」や「胎児」、もしくは「萌芽」「始まり」等を意味する。

## あらすじ
序章（第1～2巻）
姉弟のような関係で一つ屋根に暮らし、2年前に失踪した叔母･天音から「ワタシヲミツケテ」というメールを受け取った天海陸は、添付された写真の撮影場所と思しき廃病院「風間病院」へと駆け込む。病院を溜まり場としていた不良達にリンチにあった所を、幼い頃の顔馴染みである武部洋平と、同級生の美少女・有栖川レナが現れ、窮地を救われる。
難を逃れたもつかの間、携帯電話の着信に出た不良達たちが化け物に変貌する。洋平たちはその化け物を『棺守』と呼び、『刃旗』という武器で殲滅していく。棺守から逃げようとする陸であったが、追い詰められたその時、謎の繭から発せられた光が棺守の体を滅ぼしていった。
翌日、謎の繭から生まれた、失踪した天音と瓜二つの幼女ネーネは、棺守にさらわれてしまい、陸は瀕死の重傷を負ってしまう。その時、ネーネは力を発動させて、陸を「自我を保ったままの棺守」へと変えてしまう。洋平らが所属する『F・L・A・G』に拘束された陸は、自分が72時間以内に自我を失い、棺守になってしまうことを知る。
そんな中、陸とネーネを手中に収めるために、圧倒的な力を持っている刃旗狩りのタカオがF・L・A・G本部に突入してくる。タカオにより洋平が瀕死の重傷を負い、洋平は陸の自我を残すために自分の刃旗を陸に与えて、棺守になる前に自分を殺すよう陸に頼んで亡くなる。
第一部（第3～7巻）
洋平の能力を受け継いだ陸は、F・L・A・Gに加わることになる。その後もネーネは、陸と共に戦闘に遭遇するたびに奇跡的な力を発現させ、それに伴って身体的にも成長していく。
そしてある時任務を遂行中に「感染源」と名乗る謎の人物に遭遇。「感染源」とF・L・A・Gとの戦いの末、ネーネが消失。陸とレナは消息を絶ってしまう。
初実島追想（第8巻）
消息を絶った陸とレナは「感染源」唐沢の記憶をたどり物語の鍵を握る初実島の過去を知る。
第二部（第9～13巻）
陸とレナが戻ってきて平穏な時間が流れていた矢先に、柩姫天音による刃旗狩りや人類集団棺守化が行われる。
世界の命運を懸け、陸は柩姫天音との決戦へ向かう。柩姫天音の真意とは？棺守とは何か？その全ての謎が明らかになる。

## 登場人物
※声は、ドラマCDのもの。

### 天海家
天海 陸（あまみ りく）
声 - 皆川純子
私立八坂台高校に通う16歳の少年（冒頭では1年生）。養母の静流と2人暮らし。ウソをつくことで人と一定の距離を保ちながら生活している。中学時代は剣道部に所属。小学生の頃、風間病院に入院していたことがある。棺守に襲われて窮地に陥った際にネーネによって自我のある棺守となり、後に右掌に洋平の刃旗核を受け継いで刃旗使いとなる。2年生に進級してからは学級副委員長を務めている。八坂台高校で棺守と戦っている姿を撮影されてしまい、それがネット上に掲載され“スラガ”という名で世間に大きく知られる。
レナや、隼人たち分室メンバーと共に戦っていくうちに仲間への情と、彼らへのウソや秘密との板挟みで苦しんでいくが、「共犯」を申し出たレナと共にネーネを育てていく。そして自分の吐いたウソがきっかけで吾妻が死んだことを契機として、「感染源」唐沢に妄執じみた殺意をぶつける。3人の柩姫がぶつかった戦いの結果、ネーネを失い、柩の中へ飛ばされ初実島の過去を追体験することになり、保身のために吐いたウソは、誰かを傷つけていつか自分の元へ返ってくるということを悟った。
柩からの帰還後は全てを隼人たちに話し、共闘を請うが刃旗核の消耗を理由に戦力外通告を出され、レナとともに予備室行きに。そこで天音と面影が重なる刃旗使い・ナナミと触れ合い、癒されていくが、スオウの強襲によってナナミは刃旗核を奪われて死亡。逃げるスオウの後を追うと、その先で成長しきったネーネ＝柩姫天音と再会し、彼女の真相に触れて一度は絶望してしまう。しかし、自身の内界でナナミの後押しを受けて復活。スオウが回収したナナミの刃旗核を奪い返し、左手に宿したことで大幅に強化され、「思いを受け継ぐ」ことを否定した柩姫天音との戦いを決意する。
刃旗：名称不明
洋平から受け継いだ刃旗核によって発現したリクの刃旗。両刃で、刀身とハンドガードが繋がっている大剣型。補助刃を刀身に持ち、柄のトリガーを引くことでチェーンソーのように回転する。非常に大型化したが、以前の持ち主である洋平、洋平の「先生」の刃旗の意匠を残している。性能はかなり高く、スピードは申し分なしで、洋平のものと同じく特に威力に優れる。しかし、自身の技術が未熟なため、使いこなせていない。棺守化した影響が残っており、顕醒時は髪が白くなり、一部が赤くなる。また、この際に視力も向上する。
刃旗：名称不明（2つ目の刃旗核）
洋平のものとは別に、ナナミの刃旗核を継承したことで発現した新しいリクの刃旗。右手に洋平のものを、左手にナナミのものを宿している。形成される「刃」は2つの刃旗核の機能が融合したもののようで、通常の刃旗はおろか、元々攻撃力の高かった以前のリクの刃旗よりも遥かに高い破壊力を有し、棺殯の装甲を容易く切り刻む。
形状は以前と同じく大剣型でチェーンソーなど基本的な機能は共通しているが、微妙にデザインが異なり、ハンドガードの部分が分離して二刀流を演じることができるようになった。そして、ナナミの刃旗のと共通する機能として、剣の中心部からコネクタ状の触手を使い、他の刃旗に干渉することで棺殯にダメージが与えられるレベルまで刃旗の威力を大幅に引き上げることができるようになった。また、刃旗核の消耗の回復もできる模様。
顕醒すると、左手がナナミのものと同じ装甲に覆われ、以前より髪のハネが激しくなった。また、顕醒をといても白髪が元に戻らなくなり、眼鏡の必要もなくなった模様。さらに、棺守に対する抗体力が爆発的に上昇し、搾失反動患者はリクの顕醒の瞬間を見るだけで症状から回復するようになった。

ネーネ
声 - 斎藤千和
陸を助けた謎の繭から生まれた赤ん坊。天音の赤ん坊のころにそっくりで、陸を「パーパ」と呼び、親と思い込んでいる。また、レナを「マーマ」・静流を「バーバ」と呼んでいる。漢字での表記は「子音」で、命名は静流による。繭から出た時点で既に歯が生えていた（2歳児くらい）。通常の目・耳に加えて側頭部にも目・耳のように見える一対の器官を備えており、生物学的にはかなり謎な存在。棺守により陸の身に危険が及ぶたびに特殊能力を行使しており、その都度肉体が成長し、言葉の語彙も増えている。
天海 静流（あまみ しずる）
声 - 大原さやか
陸の継母にして天音の姉。獣医師として生計を立てている。おっとり天然系で、陸をいつも悩ませている。旧姓は笹森。
天海 大地（あまみ だいち）
陸の父親で静流の再婚相手。海外出張が多く、なかなか日本に帰って来られない。天音が失踪する1週間後に結婚式を挙げる予定だった。厳格な性格で陸も苦手にしているが一番陸のことを想っている。ネーネの存在を知る数少ない人物。
笹森 天音（ささもり あまね）
2年前に失踪した陸の叔母。失踪当時は高校生で、物語開始時には死亡扱いになっている。静流の11歳違いの妹で、歳が近いこともあって陸とは姉弟のような関係だった。病院での失踪から死亡扱いに至るまでの経緯は不明。タカオ曰く、ネーネが彼女と同じ年齢に達した時「天音」になるらしい。
実は静流とは血縁関係は無い孤児。離婚して別居していた静流の母親がバス火災事故で死亡した際に庇って生き残っていた身元不明の子供で静流の父親が引き取った。

### NEFT / F・L・A・G

#### 特別調査分室
武部 洋平（たけべ ようへい）
声 - 森久保祥太郎
作者曰く「前作の主人公」（そういった立場と役割を果たした人物という意）。小学校の頃によく遊んだ、陸の2コ上の幼馴染。崖から飛び降りて足を骨折、運び込まれた先の風間病院で盲腸で入院していた陸と知り合った。陸にとっては頼りになる兄貴的な存在で「洋兄ィ」と呼ばれている。対棺守戦闘集団F・L・A・G所属の刃旗使いで、刃旗核は左掌にある。陸を救うためにタカオの刃旗核を手に入れようとするも、タカオの攻撃から陸を庇い致命傷を受け、自身の刃旗核を陸に託して絶命した。洋平自身もかつて死に瀕した際、彼が「先生（センセ）」と呼ぶ刃旗使いの女性から核を受け継いでおり、その想いは更に陸に引き継がれた。
刃旗：空断（カラダチ）
衝撃波のように斬撃を飛ばすことのできるナイフ型刃旗。神崎曰く「パワーはNo.1」。

有栖川 レナ（ありすがわ レナ）/ 本名・鳳 零那（おおとり レナ）
声 - 阿澄佳奈
作者曰く「もう一人の主人公」。洋平のパートナーの刃旗使い。刃旗核は右掌にあり、「星（カガヤキ）」という特殊な表現を使う。真っ直ぐな性格であり、陸とは対照的に嘘が下手。陸と同学年で、同じ私立八坂台高校に通っていたが、お互い存在は知らなかった。洋平の死後、陸とパートナーを組むことになり、佐和子の指示で天海家の隣に引っ越してくる。丁寧な口調とは逆に攻撃的な性格をしているが根は優しく、洋平を心から信頼している。刃旗使いとして出動する時はいつも黒いボンデージ風ボディスーツの上に赤いコートを羽織るという独特の風体で、洋平に「カッコはヘン」と言い切られても改める気配はない。凄まじいまでのまな板で、陸からは無乳とさえ言われる（本人も気にしている様子）。校内では伊達眼鏡と三つ編みでキャラを作っており、愛想なく人付き合いを避ける様から「（1-Fの）アイス」と渾名されている。なおその容姿（眼鏡が理由）が2年で担任になった剣持の目に留まり、その場で学級委員長に指名された。ネーネの特殊能力を目の当たりにするが、ネーネの正体をF・L・A・Gに隠し通そうとする陸を咎めず、彼に協力する側に回る。
本名は鳳零那。初実島でマユを祀る一族の片割れである鳳家の娘で、「柩姫の御魂」として人間として扱われることの無い立場を強要されていた。初実島で起こった事件の元凶の一角を担っており、鳳のマユを隠すことで佐夜子が転落死する原因を作り、その後唐沢の暴走で感染拡大・燃えていく村を見下ろして哄笑していた。そして初実島の消滅に伴い搾失反動に陥るが、リクと共に柩の中でこの出来事を追体験することで「みたまの記憶」を取り戻した。
みたまの記憶にある自身の所業については自己否定すると同時に罪の大きさに苦しんでおり、ネーネの喪失など同じく大きな苦しみを背負うリクの姿が拠り所になっていく。しかしタカオによって「柩に取り込まれた初実島」に導かれ、「あの日を繰り返す初実島」から出られない鷹尾当主たちにその罪を糾弾される。そして、リクたちの元を離れ、「柩姫の御魂」に刃旗核を集中させることにより、柩姫ジュリの代行としてタカオと共に柩での最終決戦に参戦する。
刃旗：シンゲツ（漢字表記は不明）
両手にそれぞれ装備する、刃が回転する四方手裏剣状のダガー型刃旗。トリガーを引くことで刃を回転させることができる。主に二刀流で使用するが、本人が素手格闘に優れることもあり、状況に応じて二刀流と片手持ちを使い分ける。ステータス上はスピード特化型。比較的顕醒値も高いが、判明している刃旗使い中最も顕醒限界が長く、継戦に優れているとも取れる。また、

月代 隼人（つきしろ はやと）
声 - 前野智昭
洋平とレナの上司。未成年の刃旗使いが配属されるF・L・A・G特別調査分室の室長を務める。19歳。かつて洋平のパートナーだったが負傷し歩行能力を喪失、前線を退いた。普段は車椅子で生活しており、分室メンバーのバックアップが主な任務となっているが、刃旗使いとしての能力は失っていない。洋平の死後、F・L・A・Gと契約させられた陸の身柄を預かっている。刃旗核は左掌にある。
最初期に発見され戦い続けてきた刃旗使いであるため、度重なる戦闘で刃旗核が劣化し寿命がギリギリまで来ており、その副作用として両足が棺守化したのが歩行能力喪失の原因である。
刃旗：名称不明
神崎とは異なる、刃を持つ形式の槍型刃旗。しかし、今では一線を退いており顕醒しても意識圏を発動のためばかりなため刃旗は滅多に使わない。また、消耗の影響か顕醒限界が非常に短い。

鈴（すず）
移動の不自由な隼人に付き従う割烹着姿のお手伝いさん。隼人のことを「だんな様」もしくは「ぼっちゃん」と呼ぶ。小学校6年生の時に使用していたであろうスクール水着を着用することができるほど小柄な体格だが、年齢は26歳で普通免許も取得している。
霧島 譲（きりしま ジョー）
声 - 小西克幸
27話から登場。一時期F・L・A・Gを離れていたが、任務のために再び呼び戻された青年。18歳。刃旗使いとしてはレナや陸の先輩に当たる。額辺りにV字に似た傷があり、黒いサングラスをかけている。クォーターで、「YOU」や「YO」等の胡散臭い外国人口調が特徴。終始テンションが高く、その場にいた陸を閉口させる。生前の洋平とは何かと張り合っていて、ライバル意識していたらしい。刃旗核は右掌にある。
刃旗：トライエッジ・バーニングアロー
小型のナイフのような3本の矢を発射する弓形刃旗。発射した矢は譲の意思で自由に動かすことができ、複雑な軌道を描くことも可能。1発の威力は低いが、3本の矢を頂点とした三角形の範囲の敵を消滅させる能力を持ち、鞍螺とのコンビネーションで多数の敵を一度に仕留める。ちなみに矢は打ち尽くしてもリロードできる。攻撃範囲の広さから殲滅戦に向くが、矢自体の威力が固定されているために強力な敵が相手だと装甲を破ることが困難。長く戦ってきたからかステータス上は顕醒値と顕醒限界は低め。しかし射出型の刃を持つことから、意識圏の射程が凄まじく長い。ただし、射出矢一本あたりの意識圏の射程は30cmしかない。

霧島 鞍螺（きりしま クララ）
声 - 高垣彩陽
27話から登場。一時期F・L・A・Gを離れていたが、兄のジョーとともに再び呼び戻された少女。譲の妹。13歳。兄と同じくクォーターで、刃旗使いとしては陸やレナの先輩にあたる。ゴシック・パンク系の服を着ており、オッドアイである。「- マスわ」、「- デスわ」や「アラアラマアマア」等のお嬢様口調が特徴。譲を「兄様」、レナのことは「有栖川」から取って「アリスさん」と呼ぶ。刃旗核は右掌にある。
刃旗：スターライト・グローリー
プロペラのように回転する刃を持った振り子のような形のフレイル型刃旗。鞍螺の右手のグローブ上の部分と繋がっている。作中で登場している刃旗の中では最も大型であり、鞍螺は振り回すのではなく上に乗って戦う。敵を斬り刻みながら1ヶ所に寄せ集め、譲によって纏めて一掃するという兄妹コンビネーション技を得意とする。刃旗自体の威力も非常に強力、さらに飛翔できるという特性もあることから作中では様々な場面で猛威を振るう。しかし、フレイルとグローブを繋いでいるラインを破壊されるとフレイルが制御を失い暴走を始めるという弱点を持つ。

風間 冬梧（かざま とうご）
陸の幼なじみ。兄は風間病院長の風間春樹。子供の頃に一緒に万引きをして陸だけが謝罪した時、偶々カメラに移っていた風間だけが責任を負わされたことに逆上し、陸のことを「裏切り者」として罵っていた。その後、風間病院火災事件で地元に居られなくなり転居。事件の影響で塞ぎこんでいたのが災いしてか不良たちのパシリになっていた時に棺守に襲われ、陸に助けられる。再会も束の間、次はタカオに襲われ、目の前で陸が負傷。「突き破りたい」という思いから顕醒化したものの、右掌に宿した刃旗核を傷つけてしまい、本来の顕醒をしなくなった。F・L・A・Gに保護された後、武器化しなくなった刃旗核に代わる武器の研究に加わる一方でタカオの刃旗狩りのおかげで現場が人手不足となり立ち行かなくなったため、急遽、分室に配属されることになった。
刃旗：アクティブバンカー（不定）
冬吾は刃旗核に傷を負っているため自力で「刃」の形成ができないが、F・L・A・Gが科学技術で開発した兵器群によって外側から「刃」を与えることによって様々な形状・機能の刃旗を扱うことができる。作中に登場したものは巨大な針を発射する「アクティブバンカー」、柩姫の意識圏をも破壊する超威力を持つ狙撃砲、小型である代わりに取り回しやすくなった銃など。総じて射出タイプの武器が多く、刃の形成こそできないが高い顕醒値を持つためか大威力。ちなみに、冬吾用の兵器は刃旗使いの意識圏があって初めて使えるようになるため、それ以外の人間の使用はできない（重量も生身の人間に使えるレベルではない）。
刃旗：ブローダー
天音とのゲーム時には間に合わなかったが、ワスレナグサ戦にてようやく調整が終わり、冬梧のもとに届けられた迫水の「とっておき」となる騎馬型刃旗。その全貌は大型のバイクであり、前輪の両サイドにはスピアブレードが取り付けられ、バイクそのものの突進攻撃に用いられる他、主砲の砲身としての役割も持つ。「意識圏バイパス」という意識圏を足場にして空中を自在に走り回る機能を持ち、走行不能に陥った際には「強襲モード」としてスピアブレードなどのブローダー本体に取り付けられているパーツを搭乗者本人に装備させ、刃旗の「刃」とするなど様々な機能が盛り込まれている。大型バイクなので後部座席に共闘者を同乗させることもでき、作中ではリクやネーネを乗せ凄まじい高機動でワスレナグサを殲滅した。

有栖川 雫（ありすがわ しずく）
搾失反動によって記憶を失ったレナを連れ、育てた人物。老齢の女性で、刃旗使い。
多くの肩書きを持ち、周りの者には自分を「老師」と呼ばせていた。レナが頻用する「星（かがやき）」という言葉を最初に使っていたのは彼女である。カメラが趣味らしく、分室の廊下にある「刃旗使いの記録」やレナの家に貼ってある大量の写真は彼女が撮影したものであり、そのカメラはレナが所持している。
レナと共に分室に所属する刃旗使いとして活動していたが（恐らく洋平と隼人が組んでいた時期のレナのパートナー）、2年前、レナに普段なら口できちんと言うような大切な話を書いたメールを送り、そのまま消息を絶った。7年前には初実島に渡っており、そこで初実島での記憶を失ったレナを保護したようである。
実は、静流が搾失反動で思い出を失った「大切な人」は彼女。18年前、静流は父や天音と共に、天音の肉親の手がかりを辿って「初実島の有栖川」を訪ねており、しかし無人であったためそこに手紙を置いて去った。その後ずっと音沙汰が無かったが、風間病院の事件が起こる1週間前に静流の元に当時の手紙を持って訪ねていたようだ。
刃旗：名称不明
槍型刃旗。詳細は不明。

#### 本社
時路 佐和子（ときじ さわこ）
F・L・A・Gの室長を務める女性。妙齢の美人。8話から登場。棺守を毛嫌いしている。自我を残したまま棺守となった陸を第78号被検体として確保、棺守の感染源の所在を探ろうとした。刃旗使いになった陸を強引にF・L・A・Gに引き入れて月代の元へ送り、レナに監視を命ずる。
神崎（かんざき）
自衛隊から出向しているF・L・A・G所属の刃旗使い。実戦部隊の現場指揮を担当している。室長と同じく、唐沢やかつての風間病院での出来事に関わりがあると思われる人物。刃旗核は右掌にある。
刃旗：名称不明
持ち手が穂先に対して垂直になっているのが特徴的な槍型刃旗。顕醒時は右腕が鎧に覆われる。

永瀬 コウジ（ながせ コウジ）
長髪で軽い態度の刃旗使い。神崎のパートナー。彼女と飼い猫がいる。神崎曰く「スピードで永瀬にかなう者はいない」。脱走した陸を追い詰めた際にタカオと遭遇、戦闘し刃旗核を腕ごと奪われた後、死亡。刃旗核は右掌にある。
刃旗：名称不明
鞭型刃旗。

里見 絵麻（さとみ えま）
刃旗使い。26歳。永瀬の死後、神崎とパートナーを組んでいることが多い。F・L・A・G本部所属の他の刃旗使いと同じく背広にネクタイという服装だが、女性である。刃旗核は左掌にある。年齢は7巻で判明。
瓦礫の塔作戦後は詩緒、塚本たちと分室に身を寄せる。
刃旗：竜の顎門
身の丈ほどもある大鎌型刃旗。

姫川 歌緒（ひめかわ うたお）
刃旗使い。23歳。おっとりとした感じだが、中々にお茶目な性格の女性。リクに刃旗核の回復処置を受けている時には何故か「下着姿」で思わせぶりな声をあげていた。名前、年齢は7巻で判明。天体観測の趣味を持ち、ガレキの塔戦の後に空に広がるようになった意識圏の動きが変化した際に最初に気付いた事もある。
刃旗：神楽舞
射出タイプの鉄扇型刃旗。レナと同じく両手に装備するタイプの刃旗で、短刀のような近距離武器にも、羽根を切り離して飛び道具にすることもできるマルチレンジタイプの武器。

塚本 龍馬（つかもと りょうま）
刃旗使い。25歳。糸目の男性。姫川同様、名前、年齢は7巻で判明。
刃旗：DUAL EDGE
カタール型刃旗。レナ、詩緒と同じ両手に装備するタイプの刃旗。

#### 登録予備室
桐谷七海（きりたに ななみ）
23歳。戦闘を拒否した「登録予備室」の刃旗使い。
刃旗使いの互助組合である「旗の集い」のリーダーで、搾失衝動患者のケアを行うボランティアを行なっている。関西弁を使う。
柩から帰還し、予備室行きを宣告されたリクと出会い、リクは彼女を天音と重ね合わせることで喪失の傷を癒す一方、ナナミ自身も棺守化した父親を目の前で殺したことで搾失衝動で目覚めなくなった弟とリクを重ね合わせていた。
リクの心境に大きな影響を与えたが、刃旗核の回収のために予備室の刃旗使いを襲っていたスオウの標的にされ、「旗の集い」メンバーと共に刃旗核を奪われて殺されてしまう。この出来事でリクは我を忘れるほどに怒り狂い、その後待ち受けていた天音との再会で一度絶望するが、彼女から贈られた「今いる大切な人を大事にしてあげて」という言葉を思い出し、再び立ち上がった。
刃旗：縫闇
手の甲からコネクタ状の触手が伸びる手甲型刃旗。刃旗としては攻撃力は非常に低い部類に入るが、他者の刃旗核に干渉し、僅かではあるが刃旗核の消耗を回復させる力を持つ。曰く「刃旗使いのお医者さん」で、刃旗の状態も詳しく見ることができる模様。一応、攻撃力が低いとは言っても棺守を倒せるだけの威力はある。

### 学校 / 交友関係
真崎 小牧（まさき こまき）
1年生から引き続いての陸のクラスメイト。陸上部所属。陸より早生まれである。
夏休み明けに陸から結衣とのけんかのことを聞かれ、その時に陸は小牧が結衣の存在を忘れていることを知る。動揺した陸に問いただされたことから、ロストリバウンドをおこして倒れ、その後意識は戻ったが、復調できず入院生活を続けることになる。
リクの天音に対する宣戦布告をテレビ中継を通して見ており、その際リクの両手にある刃旗核を目にし、抗体ができたためか搾失反動から目を覚ます。その後、「ゲーム」に向かうリクにメールを送った。
吾妻 結衣（あがつま ゆい）
声 - 名塚佳織
小牧の幼馴染。2年生に進級してから新たに陸のクラスメイトになった、図書室の似合う面倒見の良い少女。文芸部所属。1年生でのクラスは1-E。昼食をファーストフードで済ませている割に胸の発育が良い。料理は下手。
八坂台高校校舎内でネーネとともに棺守に襲撃されたところを陸に救われるが、その際に陸の刃旗核を見たため棺守の忘却効果が働かなくなる。陸とタカオとの最初の戦闘もテレビで見ており、また陸の過去のことを知っていた。
過去、血の終業式の少し前にタカオに助けられたことがあり、そのことから結衣の中でタカオはヒーローになり、棺守の忘却能力によってそのことを忘れた後、タカオの熱烈なファンになる。夏休み、陸のついた嘘（宇宙人の基地と組織の裏切り者（タカオ）探し）からタカオと出会いそれから数日の間タカオの元を訪れることになる。その数日間の交流の際に知ったことから、今まで断絶状態にあった父親が死者だと気付き、逃げようとして誤ってマンションの屋上から転落。タカオが刃旗で助けようとするが棺殯からの攻撃で軌道がそれ、刃旗が体に命中し致命傷を負う。
刃旗で負った傷が元で死亡したことから小牧たちから忘れ去られることになる。
木島 孝太（きじま こうた）
1年生から引き続いての陸のクラスメイト。結衣と同じく小牧とは幼馴染。
田代 純（たしろ じゅん）
1年生から引き続いての陸のクラスメイト。
剣持
1年生から引き続いての陸のクラスの担任教師（1-D→2-C）。通称ケンちゃん。普段からやる気が微塵も感じられず、生徒たちから呆れられている。しかし「学校以外は全力で謳歌する女」と言う異名も持つ。実家は海の家を営んでおり、幼少時から手伝いをしていた。客引き用の微妙なデザインの水着が全年齢分揃っている。
戸田
保険医。学生時代の静流と面識がある。

### 棺守 / 不明勢力
タカオ / 鷹尾劉生（たかお りゅうせい）
声 - 伊藤健太郎（少年時代：田村睦心）
本作のアンチヒーロー的ポジションを担う。
「三島孝雄」と名乗り、2年前に起きた「血の終業式」を始め、いくつかの大量殺人事件を起こした青年。日本刀を武器として使う。定期的に携帯電話で何者かと連絡を取っている。「怪物」と呼ばれ、若者の間では知らない者がいないほど有名。未成年にもかかわらず発砲許可が下り、実名報道される程、世間では危険視されている。非常に高い戦闘力を持っており、F・L・A・Gからは「刃旗狩り」と呼ばれる。感染源を追うためネーネの力を利用しようと陸に接触。陸のことを「宿主（おや）」と呼ぶ。刃旗使いを抹殺しジュリの砕け散った体である刃旗核を奪い取ることを行動目的に据え、また全ての元凶となった唐沢を追い詰めることも目的としていた。陸との戦闘後に行方不明となっていたが、27話で新たな大量殺人事件を起こし、感染源の唐沢を追い詰めようとする。
何をおいても守るポリシーとして「絶対に嘘は吐かない」と決めている。
彼自身は刃旗使いではないが、刃旗核を宿さすとも、持ち歩いている刃旗核の力で意識圏を切り裂いたり、意識圏の隙を突いたりすることで刃旗使いよりも優勢に立つことができる。また、所持している刃旗核から直接力を引き出し、刃を形成して使うこともでき、素の身体能力も刃旗使い並に強化されている。
鷹尾晃生（たかお こうせい）
タカオと携帯電話で連絡を取っていた相手。タカオの祖父であり、初実島社三柱のひとつ鷹尾家の当主。7年前、エンデとジュリが激突した際に発動したエンブリオに生きたまま取り込まれた。不完全な取り込みによって「島が消滅する瞬間」を延々と繰り返している。
唐沢志郎（からさわ しろう）
声 - 関俊彦
棺守を伝染・発生させている源となる棺守で、感染後の陸の姿で陸に接触してきた。柩姫エンデの渡人。ネーネを狙い棺守を操る。陸を排除するため棺守に命じ殺害させた当人。第20号棺守と呼ばれている。NEFTの非公式報告によると、感染したにもかかわらず長時間自我を保ち続けた、初めての感染者と言われているが、過去にはレナをも巻き込んだ深い因縁があった。
実は時路姉妹の祖父、時路広司郎の隠し子（つまり、佐夜子／佐和子の叔父）。実母が亡くなり時路家を訪ねるが、門前払いを受けた際に幼少時の佐夜子と出会っていた。その後、紆余曲折を経て時路グループのPMC部門に就職し、初実島に派遣された際に佐夜子と再会した。
佐夜子と共に鳳家の「柩姫の繭」を盗み出す計画を企てるが、殺された佐夜子を柩姫・エンデとして再生し「宿主」となった。しかし、エンデとジュリが激突した結果半死半生の姿で救助された（島がエンブリオに取り込まれる瞬間、エンデが「外」に弾き飛ばした）。
入院加療後、NEFTに派遣された際に棺守の存在を確認し、「エンデを見つけ出す為」にF.L.A.Gを設立。初代室長となった。
スオウ
予備室の刃旗核を奪って回っている獣の姿をした棺殯。棺殯の中でもとりわけ力の強い個体で、ジョーとクララを歯牙にもかけなかった。ガレキの塔戦後は柩姫天音に従っている。

### 柩姫
エンデ
3人存在する柩姫のうちの1人。宿主は唐沢志郎。真名は時路佐夜子。作中に登場する棺守の祖。
小学校高学年ほどの姿まで育っており、難しい言葉遣いをし、よく言えば淑やかで礼儀正しい、悪く言えばお堅い性格。しかし宿主である唐沢への愛と柩姫と宿主の関係性に異常な執着を示す。命名は唐沢で、『はてしない物語』のミヒャエル・エンデから。
7年前の初実島で、鳳のマユを奪う作戦中、崖から転落死した佐夜子を唐沢がその場でマユを使うことで生まれた。その後しばらく初実島で唐沢が島民の記憶を喰わせて育てていたが、唐沢が鳳に捕まったことをキッカケに島中にパンデミックを起こし、それを止めるために動いたジュリと戦い共に暴走。ジュリを討つが自らも一時は消滅する。
物語中に登場する棺守の祖と言える存在で、最初の棺守は初実島で彼女が生み出した個体である。初実島の事件の後もひっそりと棺守を生み出し続け、唐沢に「ワタシヲミツケテ」とサインを送っていた。
唐沢の柩姫ではあるが、記憶のピースがバラバラで休眠状態にあった。しかし、ネーネの助力で「「彼女」の記憶を一度切り離し、初期人格を復活」させることで長い眠りから目を覚ました。瓦礫の塔攻略戦では触れただけで人間が消滅する強力な意識圏を張るなどしてF・L・A・Gを苦戦させるが、冬吾の狙撃によって唐沢諸共意識圏を破壊され、暴走状態に陥る。
瓦礫の塔が破壊された後は一時タカオと行動を共にし、タカオの戦闘行動のサポートをしていた。しかし、宿主を失っているためネーネやジュリほどの力は使えなくなった。柩姫天音によるパンデミック時にはテレビの山の回路を用いて通信を正常化させる結界を張ることで人々を守り、レナがタカオ側に付いた後は、リクによる説得と自分の知らない唐沢の記憶を受け取ったことで、リクを「宿主様」と呼び刃旗使い側に協力することになる。
上述の通り大人びた性格なのだが、彼女の意識は長い時間休眠しており、初実島で唐沢に育てられていた期間と目覚めて以降の記憶しか無いため精神的にはまだ未熟。リク曰く「親を亡くした独りぼっちの幼い女の子」。実際はかなり人見知りする性格で、刃旗使いに協力するようになった後もしばらく一番懐いているリクとしか会話しようとしなかった。逆に一度懐くと構って欲しがる甘えんぼな一面もあるようだ。
ジュリ
3人の柩姫のうちの1人。宿主は鷹尾劉生。真名は鷹尾樹里。刃旗の祖。
劉生が亡き母を求めたために鷹尾のマユを使って生まれた柩姫。劉生が家の決まりに背いてマユを使ったため立場が弱く、普段は小屋に監禁同然で暮らしており、たまに劉生が散歩に連れ出していた。また、鎖付きの首輪を着用している。
既に思春期ほどまでに育っているが精神年齢が低く、未だに粗相をしてしまう。また、劉生のことを「りゅーちゃん」と呼んで慕ってはいるが、なかなか言うことを聞かない。佐夜子と唐沢が鳳の青年団に囲まれていた際には、劉生の制止を聞かず勝手に搾識を行った。
唐沢とエンデが初実島でパンデミックを起こした際、エンデを止めるために劉生と共に戦いを挑むが、急速に成長したエンデと力が拮抗し、お互い暴走状態に陥ってしまう。最終的にはエンデに討たれ、最後に自分を母と呼んだ劉生に「やっと呼んでくれたね」と呟き、島の外へ逃がして自身は肉体を四散させた。
実は刃旗の祖であり、刃旗核とは初実島でバラバラになった彼女の力の欠片である。タカオが刃旗核を狙うのはこのためであり、刃旗使いを憎悪するのはこの事実を知らずにジュリの力を我が物顔で磨り減らしているからである。刃旗核の一つ一つは欠片だが、一定数が集まることによって一時的、かつ擬似的に柩姫としてのジュリを再生することができる。
天音
柩姫のうちの1人。宿主は天海陸。真名は笹森天音。
ネーネが前世である天音の年齢に追いついた姿で、ネーネとしての人格と天音としての人格の両方を持つ。
ナナミたちを殺し、激昂したリクをスオウが誘導したことで再会するが、リクがネーネを拒んだことで天音の人格が表に出、全人類の棺守への感染、そしてエンブリオへの全人類の魂の収容を開始する。しかし、自身の宿主であるリクが自分自身を人質にしたことで事態は急変。結果、「剣士の誓い」に基づき人類の存亡を掛け札にゲームを行うことになった。
隼人に「大した悪女ぶり」と称されるほどに術策に富み、目的のためならば誓約を破ることを厭わない。悪役を演じる傾向があるようで、その一部が「クソババア」「ラスボス気取り」とリクの怒りを買うことになった。しかし、悪役ぶって矢面に立ち、公衆の面前で人類滅亡の宣言をしたことには何か理由がある模様。

## 専門用語
棺守（カンシュ）
ウイルスのような「何か」に感染した人間のなれの果て。姿形はもはや人間のそれではなく、二足歩行するものや8本の足を持つものなど、多種多様。人間の面影（顔や手など）を一部に残しているものや、人間の面影を大きく残した状態の棺守も確認されている。至近距離の携帯電話にある波長を送り着信させ、その電話に出て音声を聞いた人間を感染させる。一度棺守化すると自我は失われ、人間に戻ることは不可能と言われている。夜行性で日没と共に現れ、感染者を増やすと共に人間を襲い、夜明け前になると活動をやめ姿を隠す。F・L・A・Gは姿を隠している状態の棺守を探知できない。特徴として忘却能力があり、棺守化した人間や棺守により殺された人間など、棺守に関わる一切の記憶が周囲の人間から失われてしまう。他に、接触した人間から必要な情報を検索し奪い取る能力（搾識）を行使する描写がある。棺守による記憶の強引な削除が人間に及ぼす影響をロストリバウンドと呼ぶ。棺守が無差別に感染波を撒くため、棺守の至近距離の携帯電話には一斉に着信が入る。洋平やレナは探知器代わりに携帯電話を複数（単体では通常の着信と区別がつかないため）持ち歩いている。
棺殯（カモガリ）
黒い棺守。感染から7年たち非常に強力になったビンテージ棺守。共通して、刃旗の一撃をそうそう通さない強力な装甲を持つ。
虚（うろ）
棺殯や感染源の傀儡で、生きたままゆっくりと死にゆく屍。棺守と違って記憶が周囲の人間から失われてしまうことはない。死の自覚がなく、また意識することもなくただ棺殯や感染源の命令を実行するだけの存在で、タカオいわく「哀れな隠されたもう1つの“人間の成れの果（はて）”」。一見普通に生きているように見えるが、意識圏で見ると死んでいることがわかる。

柩姫（キュウキ）
タカオがネーネを指して言った言葉。ネーネの他にもエンデ、ジュリと言う柩姫が存在している。棺守が集めた記憶を使って成長する。柩姫の宿主(あるじ)は渡人（わたりと）と呼ばれている。
理由の如何に関わらず、死亡した人間を繭に取り込む事で柩姫として再生する。生まれた柩姫に自分の元となった人間の情報を与えると成長の過程で齟齬が生じる。また、あらかじめ人間を個人として扱わず「柩姫にする為育てられた者」を「柩姫の御魂」と呼ぶ。
刃旗使い
棺守に対抗するための戦士。刃旗核を体内に保持することで刃旗と呼ばれる武器と意識圏（ケイジ）と呼ばれる防御壁を駆使して戦う。刃旗使いの能力を発現させることを顕醒（けんせい）と呼び、能力発現中は皮膚の各所にタトゥーのような模様が浮かび上がるほか、瞳の色が金色に変わる。例外として陸の場合は棺守化の名残からか毛髪が白髪に赤のラインが入った状態に変わる。顕醒には時間制限があり、連続して顕醒していられる限界を顕醒限界（リミット）と呼ぶ。顕醒限界を迎えるとしばらくの間は顕醒できなくなる。また、意識圏は如何なる物理攻撃も受け付けないといわれているが、それに頼り過ぎて防御が疎かになるデメリットも存在する。
刃旗とは元々初実島の伝承にある祭具で武器に旗を付けた代物。原型は柩姫の力で顕現した武器が纏う光が「旗がたなびいている」様に見えたから。
刃旗核
棺守に感染したにも関わらず棺守にならなかった人間（＝刃旗使い）が掌に宿す、直径3センチメートル程の鋼球。棺守化の進行を食い止め、刃旗や意識圏、高い治癒能力など特殊能力を引き出す機能を持つ。刃旗核を見た人間には棺守の忘却能力に対する耐性が付く。刃旗核は持ち主の刃旗使いの意思で他人に受け渡すことができ、それを受け継いだ人間は刃旗使いとなるが、刃旗核を失った刃旗使いは無条件で棺守になってしまう。F・L・A・Gでは刃旗使いを2人1組で運用し、一方が棺守化した場合はパートナーがその処分を行うことになっている。
その正体は柩姫ジュリの力の欠片で、棺守に対する抗体でもあるが、棺守の力そのものでもあるもの。宿主の棺守化を抑え付け、その力を『刃』として形成・出力したものが刃旗である。
顕醒を繰り返すと刃旗核も消耗して棺守化が進行し「瞳が顕醒状態のまま戻らなくなる（ジョー、クララ）」、「身体（の一部）が動かなくなる（隼人）」などの兆候が現れる。また、棺守の力そのものでもあるため、刃旗で一般人を殺すと棺守と同じ忘却作用が発生する。
NEFT（ネフト）
携帯電話業界第2位のシェアを持つ株式会社。作中に登場する携帯電話会社としては他にKDDDがある。
F・L・A・G（フラッグ）
NEFT第7事業部特務情報調査室。対棺守専門の実働部隊。戦闘要員である刃旗使いが数多く所属している。タカオの襲撃で本部施設に大きな被害を受けた後はNEFT東日本初台支店に仮設本部を置く。
特別調査分室
刃旗使いの中でも未成年者が配属されている。分室長である月代隼人の屋敷に本拠を置く。
登録予備室
刃旗使いとしてF・L・A・Gに登録はされているが、個々人の事情（家族がいる者から年齢・身体的に問題がある、または単なるヘタレまで）から戦闘には参加しない者たち。
予備室内では横の繋がりもほとんど存在しないが、桐谷七海を始めとする一部有志による互助会「旗の集い」も運営されていた。

風間病院
陸と洋平が以前入院していたことがある病院。2年前に唐沢に関係する事件の舞台となり、同じく2年前の天音の失踪とも関係があるらしい。火災事件の後は廃墟となっている。

## その他
- 単行本各巻の帯には以下の著名人が推薦文を提供している。

1. 荒川弘
2. 和月伸宏
3. 黒田洋介
4. 石浜真史
5. みつみ美里
6. 絶叫
7. 三輪士郎
8. いとうのいぢ
9. OKAMA
10. 浅井真紀
11. 竹葉久美子
12. 佐々木少年
13. 内藤泰弘

作者によれば推薦文の内容は前もって教えられていないため、「もしレナが眼鏡をかけたら…」という内容の推薦文が書かれている2巻が発売された数日後に出版された『ヤングキングアワーズ』2007年1月号掲載分に初めて眼鏡をかけたレナが登場したのは偶然であった。
- 単行本巻末にて「夢の犬小屋生活Z」（漫画形式の後書き）、表紙（カバー下）にて「よりぬきネーネさん」（4コマ漫画）、同裏表紙にて設定資料が連載されている（「夢の犬小屋生活」という名称は筆者の前作にあたる「クロノクルセイド」や同時期の短編集における同形式のあとがき漫画で用いられていた）。また、「よりぬきネーネさん」はタイトルに「よりぬき」とあるものの単行本用の完全な描き下ろしである。
- 単行本カバーの裏表紙に登場人物の諸元がゲームキャラクター風に記載されている。各キャラの名に始まり、年齢・血液型・刃旗の名・刃旗の武器としての種別・顕醒限界・意識圏の範囲やその他パラメータなどである。

1. 1巻 Rena Arisugawa
2. 2巻 Youhei Takebe
3. 3巻 Riku Amami
4. 4巻 Joe Kirishima,Clara Kirishima
5. 5巻 Tougo Kazuma
6. 6巻 Shirou Karasawa
7. 7巻 Ende
8. 8巻 Juli
9. 9巻 Nanami Kiritani
10. 10巻 Ryusei Takao
11. 11巻 Amane
12. 12巻 Rena
13. 13巻 Slaga

## 単行本
- 森山大輔 『ワールドエンブリオ』 少年画報社〈ヤングキングコミックス〉、全13巻
  1. 2006年03月27日発売 ISBN 4-7859-2629-5（第01話 - 第08話）
  2. 2006年11月27日発売 ISBN 4-7859-2717-8（第09話 - 第16話）
  3. 2007年08月09日発売 ISBN 978-4-7859-2830-8（第17話 - 第24話）
  4. 2008年04月28日発売 ISBN 978-4-7859-2951-0（第25話 - 第32話）
  5. 2009年02月12日発売 ISBN 978-4-7859-3099-8（第33話 - 第40話）
  6. 2009年12月28日発売 ISBN 978-4-7859-3287-9（第41話 - 第47話）
  7. 2010年09月03日発売 ISBN 978-4-7859-3460-6（第48話 - 第55話）
  8. 2011年06月10日発売 ISBN 978-4-7859-3634-1（第56話 - 第63話）
  9. 2012年03月07日発売 ISBN 978-4-7859-3799-7（第64話 - 第71話）
  10. 2013年05月30日発売 ISBN 978-4-7859-5058-3（第72話 - 第78話）
    - ドラマCD付き特装版 同日発売 ISBN 978-4-7859-5019-4

  11. 2013年05月30日発売 ISBN 978-4-7859-5059-0（第79話 - 第85話）
    - ドラマCD付き特装版 同日発売 ISBN 978-4-7859-5020-0

  12. 2014年09月30日発売 ISBN 978-4-7859-5391-1（第86話 - 第91話）
  13. 2014年09月30日発売 ISBN 978-4-7859-5392-8（第92話 - 第97話）

## ドラマCD
2013年5月刊行の単行本第10巻・第11巻において、ドラマCDを付録とした特装版（受注生産）を発売している。なお10巻が「リク編」11巻が「タカオ編」となり内容は別となる。脚本は黒田洋介が担当。